# Zuaver

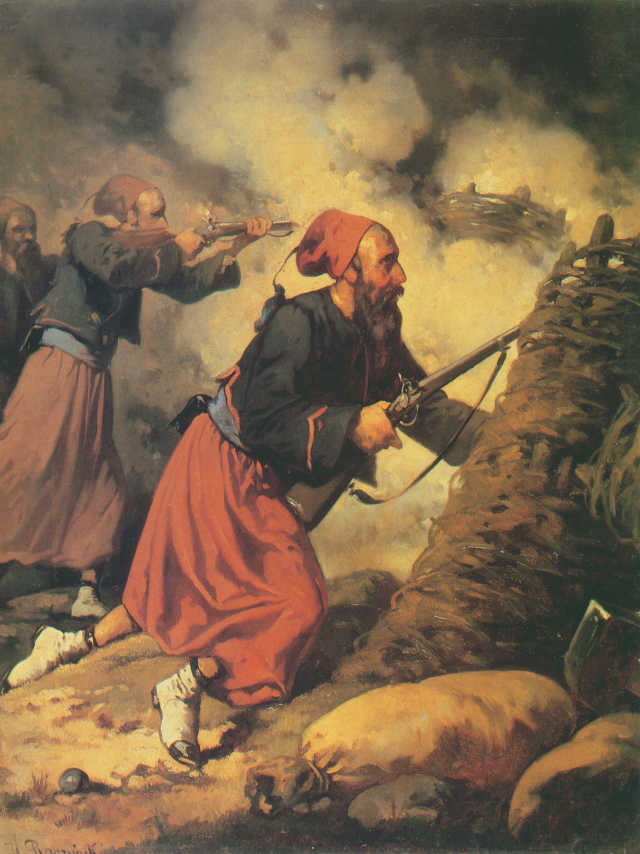
Zuaver under Krimkriget, målad av Aleksander Raczyński, 1858.

Zuaver (franska: zouaves) kallades ursprungligen en kabylstam (zuagha), som bodde i Djurdjurabergets hålvägar i algeriska provinsen Constantine och vid Algeriets erövring av fransmännen ansågs för de bästa infanteristerna. Namnet jämte stammens dräkt övergick till de två av berber under franska officerare och underofficerare rekryterade bataljoner, som redan i slutet av 1830 uppsattes av general Clausel. Deras snart vunna rykte lockade många fransmän till dem, och 1839 avskildes berberna från dem och bildade särskilda turkosregementen, varefter en tredje zuavbataljon uppsattes. År 1852 ökades zuaverna till 3 regementen på bataljoner, vartill snart kom ett gardeszuavregemente. Många fransmän sökte sig fortfarande till zuaverna, som också utmärkte sig i alla fälttåg både i Afrika och i Europa. Zuaverna uppgick 1914 till 4 regementen på 5 bataljoner. De befann sig ständigt på krigsstyrka. Även i påvliga armén fanns en zuavkår (uppsatt 1860 av general Lamoricière, upplöst 1870) på 2 legioner (en fransk-belgisk och en irländsk).